# العلاقات الدومينيكية الرومانية
العلاقات الدومينيكية الرومانية هي العلاقات الثنائية التي تجمع بين دومينيكا ورومانيا.

## مقارنة بين البلدين
هذه مقارنة عامة ومرجعية للدولتين:
| وجه المقارنة                                              | دومينيكا              | رومانيا                                                                               |
| --------------------------------------------------------- | --------------------- | ------------------------------------------------------------------------------------- |
| المساحة (كم2)                                             | 751                   | 238.40 ألف                                                                            |
| عدد السكان (نسمة)                                         | 73.92 ألف             | 19.59 مليون                                                                           |
| الكثافة السكانية (ن./كم²)                                 | 9.84 ألف              | 82.17                                                                                 |
| العاصمة                                                   | روسو                  | بوخارست                                                                               |
| اللغة الرسمية                                             | لغة إنجليزية          | اللغة الرومانية                                                                       |
| العملة                                                    | دولار شرق الكاريبي    | ليو روماني                                                                            |
| الناتج المحلي الإجمالي (بليون دولار)                      | 562.54 مليون          | 211.80 مليار                                                                          |
| الناتج المحلي الإجمالي (تعادل القوة الشرائية) بليون دولار | 789.63 مليون          | 465.56 مليار                                                                          |
| الناتج المحلي الإجمالي الاسمي للفرد دولار أمريكي          | 7.12 ألف              | 9.47 ألف                                                                              |
| الناتج المحلي الإجمالي للفرد دولار أمريكي                 | 10.88 ألف             | 23.63 ألف                                                                             |
| مؤشر التنمية البشرية                                      | 0.724                 | 0.793                                                                                 |
| رمز المكالمات الدولي                                      | +1767                 | +40                                                                                   |
| رمز الإنترنت                                              | .dm                   | .ro                                                                                   |
| المنطقة الزمنية                                           | 00، توقيت أطلنطي موحد | ت ع م+02:00، ت ع م+03:00، أوروبا/بوخارست ‏، توقيت شرق أوروبا، توقيت شرق أوروبا الصيفي ‏ |

## منظمات دولية مشتركة
يشترك البلدان في عضوية مجموعة من المنظمات الدولية، منها:
| علم المنظمة | اسم المنظمة                        | تاريخ انضمام دومينيكا | تاريخ انضمام رومانيا |
| ----------- | ---------------------------------- | --------------------- | -------------------- |
|             | مؤسسة التنمية الدولية              | 29 سبتمبر 1980        | 12 أبريل 2014        |
|             | يونسكو                             | 9 يناير 1979          | 27 يوليو 1956        |
|             | مؤسسة التمويل الدولية              | 29 سبتمبر 1980        | 23 سبتمبر 1990       |
|             | منظمة حظر الأسلحة الكيميائية       | ?                     | ?                    |
|             | الأمم المتحدة                      | 18 ديسمبر 1978        | 14 ديسمبر 1955       |
|             | الاتحاد الدولي للاتصالات           | 28 أكتوبر 1996        | 9 فبراير 1866        |
|             | منظمة الشرطة الجنائية الدولية      | ?                     | ?                    |
|             | البنك الدولي للإنشاء والتعمير      | 29 سبتمبر 1980        | 15 ديسمبر 1972       |
|             | الاتحاد البريدي العالمي            | ?                     | ?                    |
|             | وكالة ضمان الاستثمار متعدد الأطراف | 7 أكتوبر 1991         | 10 سبتمبر 1992       |
|             | منظمة التجارة العالمية             | ?                     | 1995                 |

## وصلات خارجية
- موقع وزارة الخارجية الرومانية